# Can Tho Lufthavn
Can Tho Lufthavn (Sân bay Cần Thơ) (IATA:VCA, ICAO:VVCT) ligger i Can Tho i Vietnam. 

## Terminaler
- Vietnam Airlines (Hanoi)
- Jetstar Pacific Airlines (Hanoi)

## Ekstern henvisning
- Can Tho Airport Arkiveret 17. maj 2013 hos  Wayback Machine

| Luftfart | Spire Denne artikel om flyvning er en spire som bør udbygges. Du er velkommen til at hjælpe Wikipedia ved at udvide den. |